# Langues salish
Pour les articles homonymes, voir Salish (homonymie).
Les langues salish ou salishennes sont une famille de langues amérindiennes parlées dans le sud de la Colombie-Britannique au Canada et dans le nord des États de Washington, de l'Oregon et de l'Idaho et du Montana aux États-Unis par les populations salish. Il s'agit de langues agglutinantes.
Elles regroupent une trentaine de langues, dialectes ou sous-dialectes. La classification linguistique pouvant ne pas correspondre aux divisions administratives.
Les langues salishennes sont actuellement en danger, et certaines sont même en voie d'extinction avec très peu de locuteurs encore en vie.
Presque toutes les langues salish ne comptent plus que des locuteurs ayant plus de soixante ans, et beaucoup d'entre elles ont uniquement des locuteurs de plus de quatre-vingts ans.

## Systèmes de transcription
Les langues salish étaient uniquement orales et il n'existait donc pas de systèmes d'écriture pour les transcrire. Leur prononciation mettant en œuvre des sons qui sont difficilement transcriptibles dans les alphabets existants, les linguistes ont créé des systèmes de transcription spécifiques. Ces systèmes utilisent souvent des caractères latins ou grecs auxquels ont été ajoutés des signes diacritiques et des symboles de chiffres.

## Étude des langues salish
Les premiers Américains d'origine européenne à avoir laissé des écrits concernant les langues salish sont des explorateurs, des missionnaires, des colons ou des marchands. Parmi eux, l'explorateur Alexander Mackenzie écrira deux courtes listes de mots qu'il avait identifiés, à l'issue de sa fameuse traversée du continent nord-américain vers le Pacifique. À partir des années 1830 les ethnologues commenceront à recueillir des données de façon plus systématique dans le but de pouvoir établir une classification de ces langues.
En 1861, le missionnaire jésuite Gregorio Mengarini rédige un dictionnaire d'un millier de pages en deux volumes ainsi qu'une grammaire (Selish or Flathead Grammar: Grammatica linguæ Selicæ) qui est encore en usage aujourd'hui.
C'est l'explorateur John Wesley Powell qui établit en 1891 la première classification des langues salish qu'il reconnaît comme une famille linguistique de l'Amérique du Nord.
En 1996, Laurence Thompson et Terry Thompson (université du Montana) publient un dictionnaire, le Thompson River Salish dictionary  (ISBN 1-8797-6312-5).

## Classification des langues salish
Dans leur ouvrage de 1997, Ewa Czaykowska-Higgins et Dale Kinkade ont établi une classification divisée en cinq branches regroupant 23 langues, elles-mêmes divisées en dialectes ou sous-dialectes : nuxalk (1 langue), salish de la côte centrale (10 langues), tsamosan (4 langues), tillamook (1 langue) et salish de l'intérieur (7 langues). D'autres classifications proposent d'autres regroupements et ne font pas toujours de distinction entre les langues, les dialectes et les sous-dialectes.

### Exemple de classification
- I - Nuxalk (Bella Coola)
  - dialecte de Bella Coola
  - dialecte de Kimsquit
  - dialecte de Kwatna
  - dialecte de Tallheo
- II - Branche salish de la côte
  - Salish de la côte centrale (ou salish central)
    - Comox
    - Halkomelem
    - Klallam, nəxʷsƛ̕ay̕əmúcən
    - Lushootseed
      - Lushootseed du Nord (Skagit, Snohomish, Sauk-Suiattle)
      - Lushootseed du Sud ou whulshootseed (Skykomish, Snoqualimie, Suquamish, Duwamish, Muckleshoot, Puyallup, Nisqually, Sahewamish)

    - Salish des détroits : lekwungen, lummi, saanich, samish, semiahmoo, sooke
    - Nooksack
    - Pentlatch
    - Sechelt (Shashishalhem)
    - Twana (Skokomish)
    - Squamish (Sqwxwu7mish, Sḵwxwú7mesh)

  - Tsamosan
    - Cowlitz (Lower Cowlitz)
    - Chehalis inférieur (Lower Chehalis)
    - Quinault
    - Chehalis supérieur (Upper Chehalis)

  - Tillamook (Hutyéyu)
- III - Branche salish de l'intérieur
  - Branche du nord
    - Lillooet (St’át’imcets)
    - Shuswap (Secwepemctsín)
    - Thompson (Nlaka’pamux, Ntlakapmuk)

  - Branche du sud
    - Cœur d'Alène (Snchitsu’umshtsn)
    - Columbia-wenatchi (Columbia, Moses-Columbia, Nxaʔamxcín)
    - Colville-okanagan (Okanagan, Nsilxcín)
    - Groupe kalispel
      - Pend d'oreille
      - Spokane
      - Tête-plate (salish du Montana)